# Cidade da Cultura da Tunísia

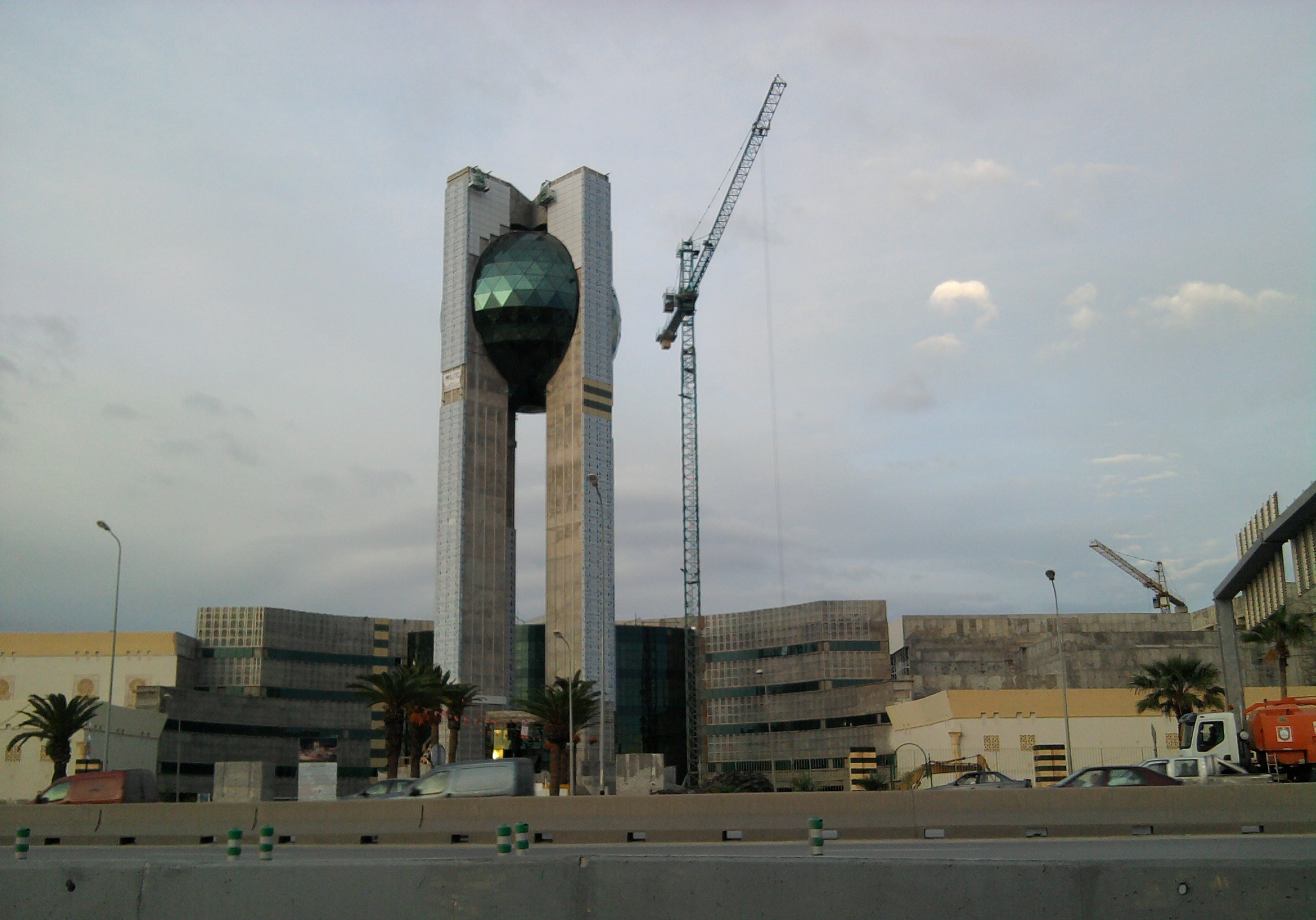
Vista da Cidade da Cultura em 2010.

A Cidade da Cultura (em árabe , مدينة الثقافة , em francês, Cité de la Culture) é um complexo cultural tunisino de 13 hectares localizado no coração da cidade de Tunes, no local da antiga Feira Internacional da Tunísia no avenida Mohamed V. Lançada em 2001, as obras começaram em 2003, mas foram interrompidas várias vezes. Elas devem ser concluídas em 2017.

## História
O projecto da Cidade da Cultura é dirigido por uma unidade de gestão por objectivos sob as competências do Ministério da Cultura.
Até 2011, o projecto já custou 75 milhões de dinares, com estimativas de que seria necessário entre doze e quinze para concluí-lo. Além disso, exigiria manutenção anual de até 8 milhões de dinares, com até 400 funcionários. As obras, interrompidas pela revolução de 2010-2011, deveriam ter sido retomadas no início de 2014 após um acordo entre o Ministério da Cultura e a empresa de construção para completar o projecto no início de 2015. No entanto, em 12 de janeiro de 2015, o contrato com o promotor encarregado do projecto foi cancelado por violação de obrigações contratuais. A construção foi retomada por ocasião da visita do chefe de governo Habib Essid em 27 de março de 2016.

## Arquitectura

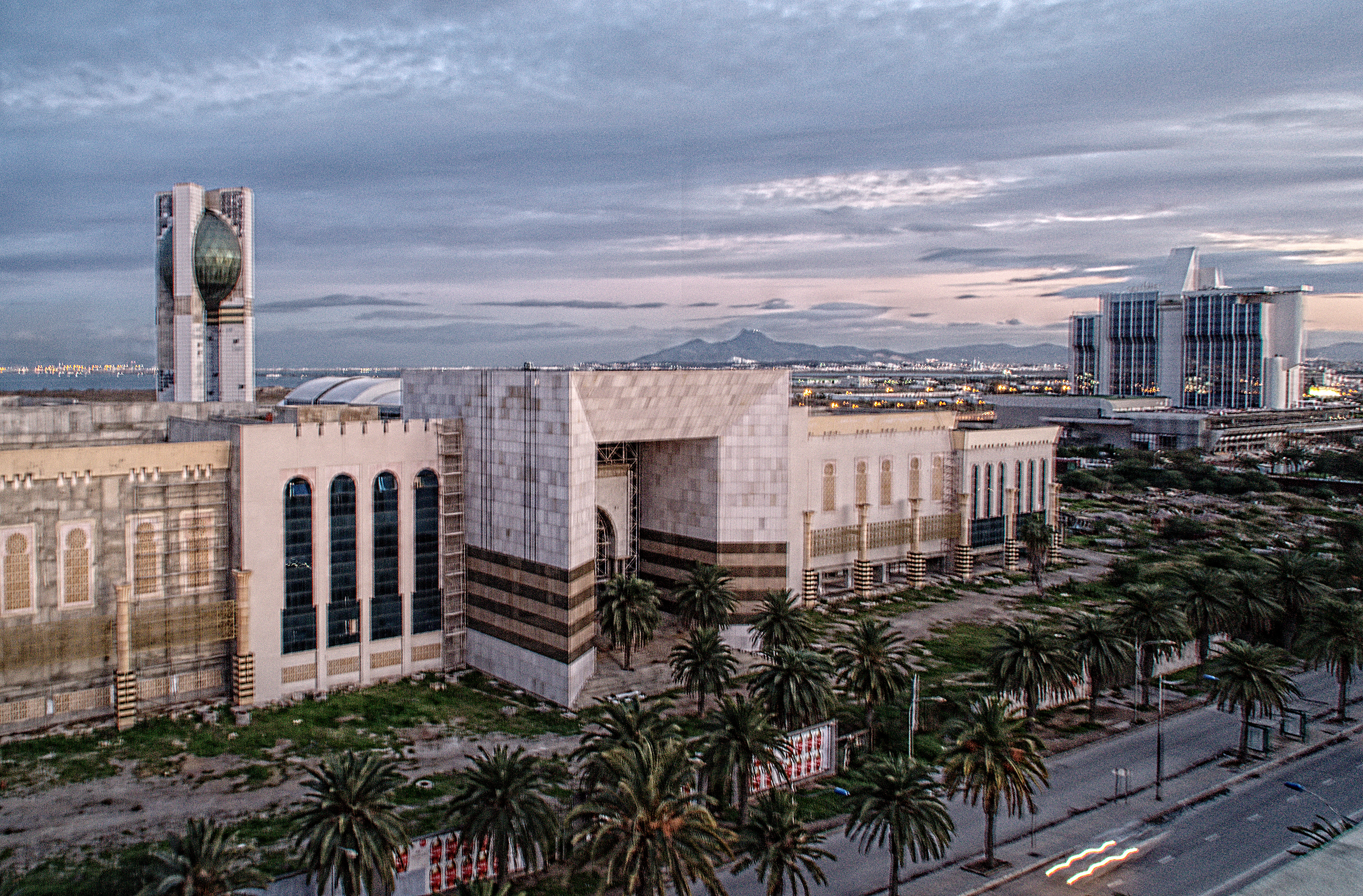
Fachada principal da cidade da cultura

A construção, descrita pelo ministro Azedine Beschaouch como "estalinista e esteticamente irritante" é baseada em um modelo arquitectónico caracterizado por uma mistura de modernidade, o uso de novas estruturas e materiais e uma marca patrimonial através da formas e cores. Ela apresenta-se em quatro faces. O rosto ocidental contém a entrada oficial da arquitectura futurista precedida por uma forma geométrica de vidro suspensa em colunas com 60 metros de altura. O rosto sul, que enfrenta o Parque dos Direitos Humanos, possui uma porta típica com cores locais e uma arcada de quarenta metros. A face leste inclui os cofres das divisórias que separam os diferentes compartimentos da cidade. A entrada do norte, finalmente, apresenta um design que captura as sete principais artes.
No interior, a cidade deve dispor de vários espaços culturais destinados a espectáculos, entre os quais uma ópera com capacidade para 1800 pessoas, um museu nacional de artes plásticas modernas e contemporâneas, uma biblioteca de filmes, um centro nacional do cinema e da imagem e um centro nacional do livro e da criação, bem como um espaço central no átrio, com um tecto deslizante.